# Die Tapetentür
Die Tapetentür ist ein 1957 erschienener Roman der österreichischen Schriftstellerin Marlen Haushofer. Geschildert wird die scheiternde Beziehung der introvertierten, empfindsamen Protagonistin zu ihrem beruflich erfolgreichen, extrovertierten, untreuen Ehemann. Der Roman bietet ein frühes Beispiel für Haushofers Beschäftigung mit den Motiven der Einsamkeit und Entfremdung des Individuums und der Sehnsucht nach dem Ausbruch aus gesellschaftlichen Konventionen.

## Inhalt
Annette, eine nach kurzer Ehe jung verwitwete Bibliothekarin, lebt allein und schätzt ihre Privatsphäre. Bisherige sexuelle Beziehungen zu Männern haben kaum emotionale Spuren hinterlassen. Die Abreise ihres aktuellen Freundes für ein halbes Jahr nach Paris sieht sie daher nur mit Erleichterung. Annettes Vater hat die Familie verlassen, als sie noch ein Kind war, und seither keinen Kontakt mehr zu ihr gesucht. Als er stirbt, lernt Annette bei der Testamentseröffnung den Juristen Gregor Xanther kennen, der sie durch sein ihr komplett entgegengesetztes Naturell sowohl anzieht als auch verstört. Trotz dunkler Vorahnungen und mangelndem Vertrauen in seine Fähigkeit zur Treue lässt sie sich auf eine Beziehung ein, wird von ihm schwanger und nimmt seinen Heiratsantrag an. Diese erste tiefere Liebeserfahrung reißt sie einerseits aus ihrer bisherigen Lethargie und vermittelt ihr erstmals ein Gefühl von Geborgenheit, zwingt sie aber andererseits zur permanenten Verstellung, da der oberflächliche Gregor wenig Interesse an ihrem Innenleben zeigt und Annette daraus schließt, dass sie ihm den Ausdruck von negativen Emotionen wie etwa Angst oder Ärger nicht im vollen Umfang zumuten kann. Annette gibt auf Wunsch Gregors ihren Beruf auf, um sich ganz auf ihre neue Rolle als Hausfrau und Mutter zu konzentrieren. Während der Schwangerschaft häufen sich bei Gregor die – vorgeblich beruflichen – Abendtermine. Annette vermutet eine Affäre und beginnt an Schlaflosigkeit zu leiden. Ihr gesundheitlicher Zustand wird von Tag zu Tag schlechter. Bei der Geburt kommt es zu Komplikationen. Annette verliert das Kind und erleidet einen Nervenzusammenbruch. Sie möchte keine Belastung für Gregor sein und lässt ihn ziehen.

## Form
Die Schreibweise ist sprachlich konventionell und schlicht; im Gegensatz zu vielen anderen Autoren der 50er und 60er Jahre verzichtet Haushofer auf sprachliche Experimente. Abschnitte aus der Erzählperspektive der dritten Person wechseln mit Tagebuchnotizen der Protagonistin, in denen sie sich kritisch mit dem Zeitgeist auseinandersetzt, und ihre Skepsis gegen Fortschritt und Konsumwahn zum Ausdruck bringt. Die Tagebuchnotizen spiegeln feministisches und existentialistisches Gedankengut. Die Protagonistin erweist sich darin aber letztlich als unzuverlässige Erzählerin – eine narrative Strategie, die von Haushofer zur Untergrabung geschlechterspezifischer Rollenerwartungen genutzt wird.

## Themen und Motive
Unsichtbare Wände
Unsichtbare Wände sind ein wiederkehrendes Leitmotiv in Haushofers Werk. Sie symbolisieren verschiedenen Formen der Abgrenzung – zwischen Männern und Frauen, Individuum und Welt, Kindheit und Erwachsenenalter. Ihre emotionale Konnotation ist dabei stets ambivalent – die Wand steht für Isolation, aber auch für einen Freiraum, sowohl für Ausgrenzung als auch für Schutz.
Die Wand mit der titelgebenden Tapetentür wird nur von der Protagonistin so wahrgenommen. Sie empfindet eine unüberwindbare Barriere zwischen sich und ihren Mitmenschen. Daran ändert auch die Beziehung zum späteren Ehemann nichts – die Protagonist sieht sie von vornherein zum Scheitern verurteilt. Die Einsicht in ihre Lage führt jedoch zu keinen Taten und keiner Veränderung.
Lesen
Hauptfigur Annette ist eine kluge und gebildete junge Frau. Als Bibliothekarin hat sie das Lesen zu ihrem Beruf gemacht. Ihre Lektüre – bevorzugt Kant und Schopenhauer – findet regelmäßig auch in ihren Reflexionen Niederschlag, wenn sie sich beispielsweise zum Terror des Nationalsozialismus oder zur Legitimität des Kinderkriegens Gedanken macht. Vor allem Schopenhauer erweist sich als prägend für Annettes pessimistische Weltanschauung, der zufolge sich Sicherheit erst im Tod finden lässt. All diese Überlegungen teilt Annette mit ihrem Tagebuch, nie aber mit ihrem Gatten, der sich nicht für einen intellektuellen Austausch interessiert und auch kaum dafür eignet. Gregor setzt seinen Verstand nur für pragmatische Zwecke ein; seine Gespräche mit Annette sind banal und oberflächlich.
Geschlechterrollen
Annette fügt sich nur schwer in die traditionelle Verteilung der Geschlechterrollen, nimmt diese aber als naturgegeben hin. Die Frau ist liebend und aufopferungsvoll, der Mann gefühlskalt und egozentrisch, daran lässt sich nun einmal nichts ändern. Als Gregor schon bald beginnt sie zu belügen, sieht sie keine andere Wahl, als sich damit abzufinden. Die Akzeptanz von Geschlechterstereotypen ermöglicht es ihr, die Verfehlungen des Gatten zu rechtfertigen und die Liebe zu ihm zu bewahren.
Mit umgekehrten Geschlechterrollen gespiegelt wird die Dynamik von dem befreundeten Ehepaar Goldener. Hier opfert sich ein intelligenter, duldsamer Mann auf für eine oberflächliche, boshafte Frau. Annette sieht die Liebe des Herrn Goldener zu seiner Frau als sein einziges Laster, kann sie nicht nachvollziehen, und somit die Analogie zur eigenen Situation nicht herstellen. Sie könnte sonst Gregors Verhalten nicht mehr entschuldigen und müsste sich eingestehen, dass all seine Fehler seiner Person geschuldet sind und nicht seiner Natur als Mann.

## Stellung in der Literaturgeschichte
Mangelnder Kontakt mit Menschen und der Außenwelt ist ein häufiges Thema österreichischer Gegenwartsromane, das sich unter anderem bei Peter Handke, Ingeborg Bachmann, Thomas Bernhard, und Gerhard Roth finden lässt. Im Zentrum dieser Romane stehen oft Figuren, denen die Umwelt gefährlich erscheint und die der Umwelt gefährlich erscheinen – die Flucht in die Innerlichkeit erscheint somit als einziger Ausweg. Einsamkeit und Entfremdung sind auch charakteristisch für Marlen Haushofers Hauptfiguren. Die Hauptfigur in Die Tapetentür ist eine leidende, introvertierte Frau, die bei anderen kein Verständnis findet und auch nicht mehr sucht.
Haushofer stellt das Innenleben ihrer Hauptfiguren in den Vordergrund ihrer Darstellung – als Erzählperspektive wählt sie die Innenperspektive der Hauptfiguren; alles was sich in der Außenwelt ereignet, wird durch dieses Prisma gefiltert. In dieser subjektiven Sicht der Welt liegt auch das Hauptproblem einer typischen Haushofer Hauptfigur: jeglicher Versuch einer Kommunikation mit den Mitmenschen scheitert an der Kluft zwischen der konventionellen, stereotypen Wirklichkeit der Gemeinschaft und der individuellen Wirklichkeit des Einzelnen. Die einzige Möglichkeit zur Selbstbehauptung liegt in der Lösung aus der Gemeinschaft.
Die Entwicklung einer typischen Haushofer Hauptfigur lässt sich in drei Phasen gliedern: Am Beginn steht die Kindheitserziehung, die auf eine Anpassung an gesellschaftliche Normen abzielt. Dieser Versuch der Anpassung prägt auch die Jugend und die ersten Jahre des Erwachsenenalters. Es folgt eine Phase der Loslösung von diesen Normen. Am Ende steht eine freiere, nicht länger korrumpierte Existenz, die aber um den Preis der Einsamkeit erkauft werden musste. In der Einsamkeit sieht die Hauptfigur letztlich die einzige Möglichkeit, ihre eigene Identität zu finden und zu bewahren.

## Rezeption
Männliche Kritiker der 50er und 60er Jahre zeigten sich von dem Roman wenig beeindruckt. Sie sahen Annette als überempfindliche Frau und Gregor als einen nur schwach konturierten Mann.
Eine Untersuchung der frühen Rezeption des Romans weist auf eine moralisierend-pathologisierende Tendenz der Kritiken hin, die sich auch bei wohlwollenden Kritikern finden lässt. Die Protagonistin der Tapetentür wird hier als lebensuntüchtige Neurasthenikerin gelesen, ihr Leiden an der Gesellschaft auf ihre Überempfindlichkeit zurückgeführt und somit als reines Privatproblem dargestellt. Die Hauptfigur, oft im sogar die Autorin selbst, wird psychologisiert; das gesellschaftskritische Element wird ignoriert.
Eine späte Würdigung erfuhr das Werk im Zuge einer feministischen Rezeption, die das Augenmerk verstärkt auf Haushofers stellenweise radikale Infragestellung des patriarchalischen Systems und rationalitätskritische Ansätze legt.

## Nachweise
1. 1 2  Ingrid Ossberger: Unsichtbare Wände: Zu den Romanen von Marlene Haushofer. In: Auckenthaler, Karlheinz F. (Hrsg.): Die Zeit und die Schrift. 1993, S. 279–287 (u-szeged.hu [PDF]).
2. ↑  Marlen Haushofer - Die Tapetentür. Verein Kultur Plus, abgerufen am 2. Juli 2020.
3. ↑  Bärbel Westphal: Unzuverlässiges Erzählen als Inszenierung der Normabweichung: Eine gender-orientierte Erzähltextanalyse am Beispiel Marlen Haushofers "Die Tapetentür" (1957), Doris Dörries "Mitten ins Herz" (1987) und Karen Duves "Im tiefen Schnee ein stilles Heim" (1999). In: Elisabeth Wåghäll Nivre, Brigitte Kaute, Bo, Andersson, Barbro Landén, Dissislava Stoeva-Holm (Hrsg.): Begegnungen. Stockholm University, Stockholm 2011, S. 561–573.
4. 1 2  Marlen Haushofer: Die Tapetentür. Roman. Rezensionsnotiz zu Neue Zürcher Zeitung. In: Perlentaucher. 15. Juli 2000, abgerufen am 2. Juli 2020.
5. 1 2 3 4 5  Rolf Löchel: Laster Liebe - Marlen Haushofers vielleicht immer noch unterschätzter Roman "Die Tapetentür" : literaturkritik.de. In: literaturkritik.de. 1. März 2001, abgerufen am 2. Juli 2020 (deutsch).
6. 1 2  Palmer, Katarzyna: Das Problem der Einsamkeit in den Romanen von Marlen Haushofer. Hrsg.: Wydawnictwo Naukowe UAM Źródło. Nr. 19. Studia Germanica Posnaniensia, 1993, S. 15–22.
7. ↑  D.C.C.Lorenz: Marlen Haushofer - Eine Feministin aus Österreich. In: Modern Austrian Literature. Band 12, Nr. 3/4, 1979, S. 171–191.
8. ↑  Regula Venske: "Vielleicht, dass ein sehr entferntes Auge eine geheime Schrift aus diesem Splitterwerk enträtseln könnte...". Zur Kritik der Rezeption Marlen Haushofers. In: "Oder war da manchmal noch etwas anderes?" Texte zu Marlen Haushofer. Frankfurt a.M. 1986, S. 43–66.
9. ↑  Rita Morrien: Weibliches Textbegehren bei Ingeborg Bachmann, Marlen Haushofer und Unica Zürn. Königshausen & Neumann, Würzburg 1996, ISBN 3-8260-1267-4, S. 27 ff.